# Acción del 12 de diciembre de 1779
La Acción del 12 de diciembre de 1779 fue un enfrentamiento naval menor durante la Guerra Revolucionaria Estadounidense que tuvo lugar frente a Punta Sal, en Tela, departamento de Atlántida en Honduras.
El combate en la Bahía de Honduras tuvo lugar entre un buque de la Marina Real británica de cuarta categoría de cincuenta cañones y un corsario español de cincuenta cañones.
El HMS Salisbury de 50 cañones había zarpado hacia Jamaica en enero de 1779 bajo el mando de Charles Inglis. El 12 de diciembre navegaba en la Bahía de Honduras frente a la costa de Punta Sal cuando al amanecer se avistó un gran barco por delante. Inglis lo persiguió, una persecución que duró todo el día hasta que Salisbury se acercó a las 6.30 pm. El barco que huía enarboló la bandera española y se inició una acción que se prolongó hasta las 20.30 horas, cuando el barco español tuvo su palo mayor disparado. Habiendo sufrido muchas bajas y sufrido daños considerables, golpeó sus colores. Se descubrió que era el corsario de 50 cañones San Carlos bajo el mando de Don Juan Antonio Zavelleta, que llevaba provisiones; principalmente 5.000 puestos de armas que se dirigían desde Cádiz al Fuerte Omoa, que había sido recientemente capturado y luego abandonado por las fuerzas británicas.
En la batalla el San Carlos tuvo un complemento de 397 hombres con 60 hombres muertos o heridos y el resto capturado. Cuatro hombres murieron en Salisbury y catorce resultaron heridos, de los cuales cinco fueron mortales. Inglis luego navegó a Jamaica llevando el San Carlos y luego distribuyó el dinero del premio antes de dirigirse a América del Norte en el verano de 1780.